# Deus
Nos sistemas de crenças monoteístas, Deus é geralmente visto como o ser supremo, criador e principal objeto da fé. Nos sistemas de crenças politeístas, um deus é "um espírito ou ser que se acredita ter criado, ou que controla alguma parte do universo ou da vida, motivo pelo qual tal divindade é frequentemente adorada". A crença na existência de pelo menos um deus é chamada de teísmo.
As concepções de Deus variam consideravelmente. Muitos teólogos e filósofos notáveis desenvolveram argumentos a favor e contra a existência de Deus. O ateísmo rejeita a crença em qualquer divindade, enquanto o agnosticismo é a crença de que a existência de Deus é desconhecida ou incognoscível. Alguns teístas veem o conhecimento sobre Deus como derivado da fé. Deus é frequentemente concebido como a maior entidade existente.
Muitas vezes acredita-se que Deus é a causa de todas as coisas e, portanto, é visto como o criador, sustentador e governante do universo. Frequentemente considerado incorpóreo e independente da criação material, enquanto o panteísmo sustenta que Deus é o próprio universo. Deus às vezes é visto como onibenevolente, enquanto o deísmo sustenta que ele não está envolvido com a humanidade, sendo separado da sua criação.
Algumas tradições atribuem significado espiritual à manutenção de alguma forma de relacionamento com Deus, muitas vezes envolvendo atos como adoração e oração, e o vêem como a fonte de toda obrigação moral. Deus às vezes é descrito sem referência ao gênero, enquanto outros usam terminologia específica de gênero. Deus é referido por nomes diferentes dependendo do idioma e da tradição cultural, às vezes com diferentes nomes usados em referência aos seus vários atributos.

## Etimologia

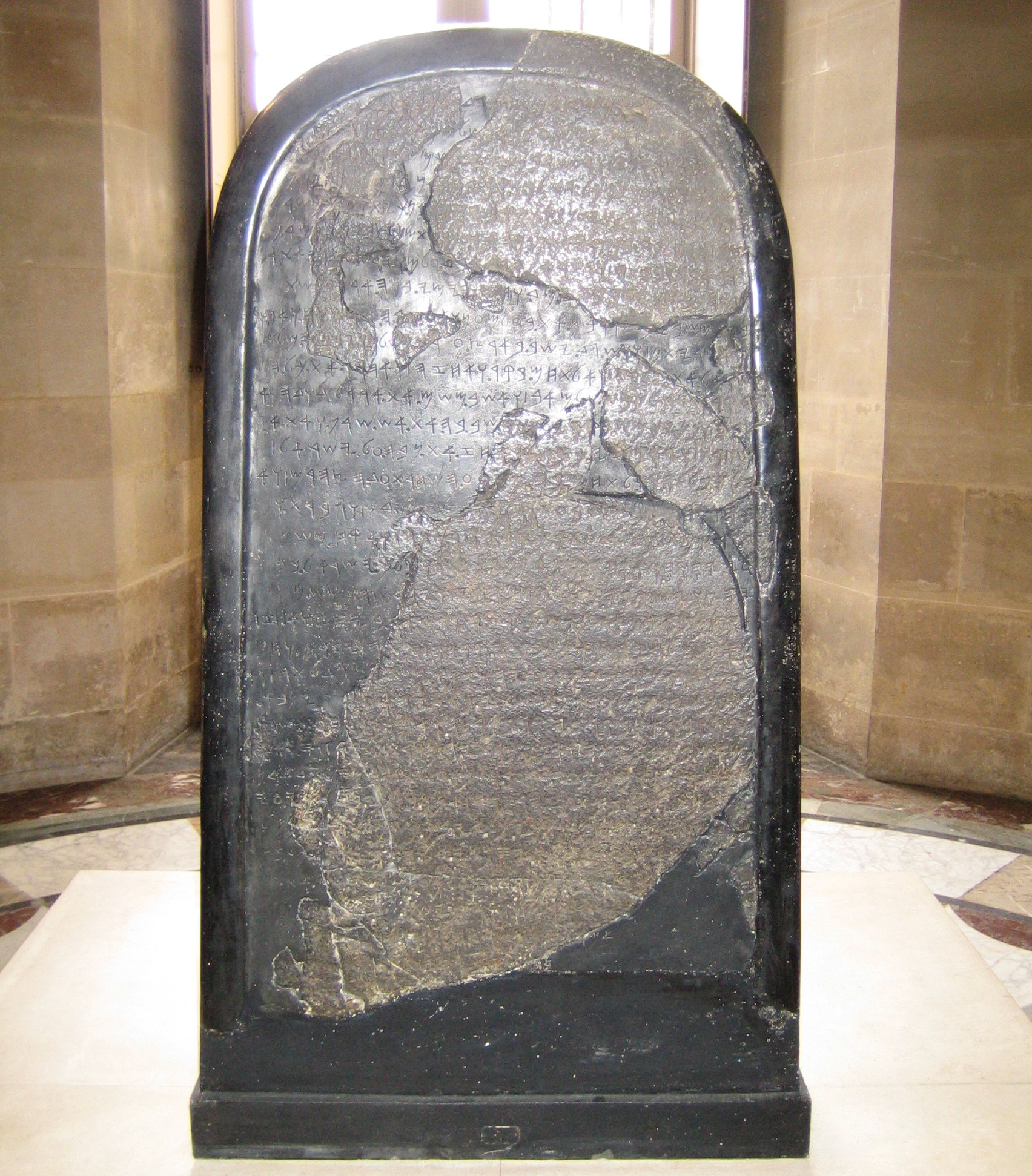
A Estela de Mesa traz a referência mais antiga conhecida (840 AC) ao Deus israelita Yahweh.

O termo deus tem origem no termo latino deus, que significa divindade ou deidade. Os termos latinos Deus e divus, assim como o grego διϝος = "divino", descendem do Proto-Indo-Europeu *deiwos = "brilhante/celeste", termo esse encerrando a mesma raiz que Dyēus, a divindade principal do panteão indo-europeu, igualmente cognato do grego Ζευς (Zeus).

## Concepções gerais

### Existência

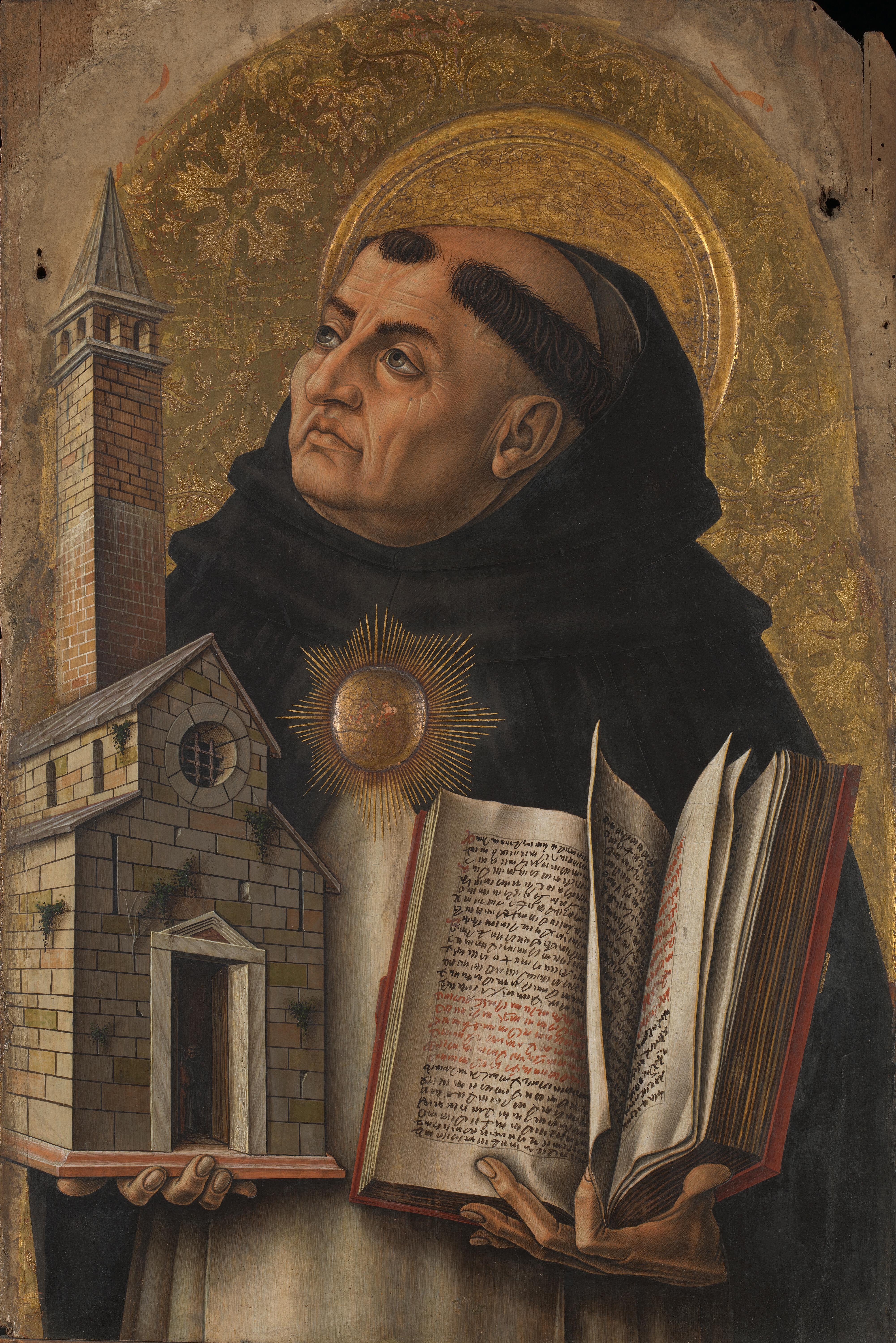
Tomás de Aquino resumiu cinco argumentos principais como provas da existência de Deus (pintura de Carlo Crivelli, 1476).

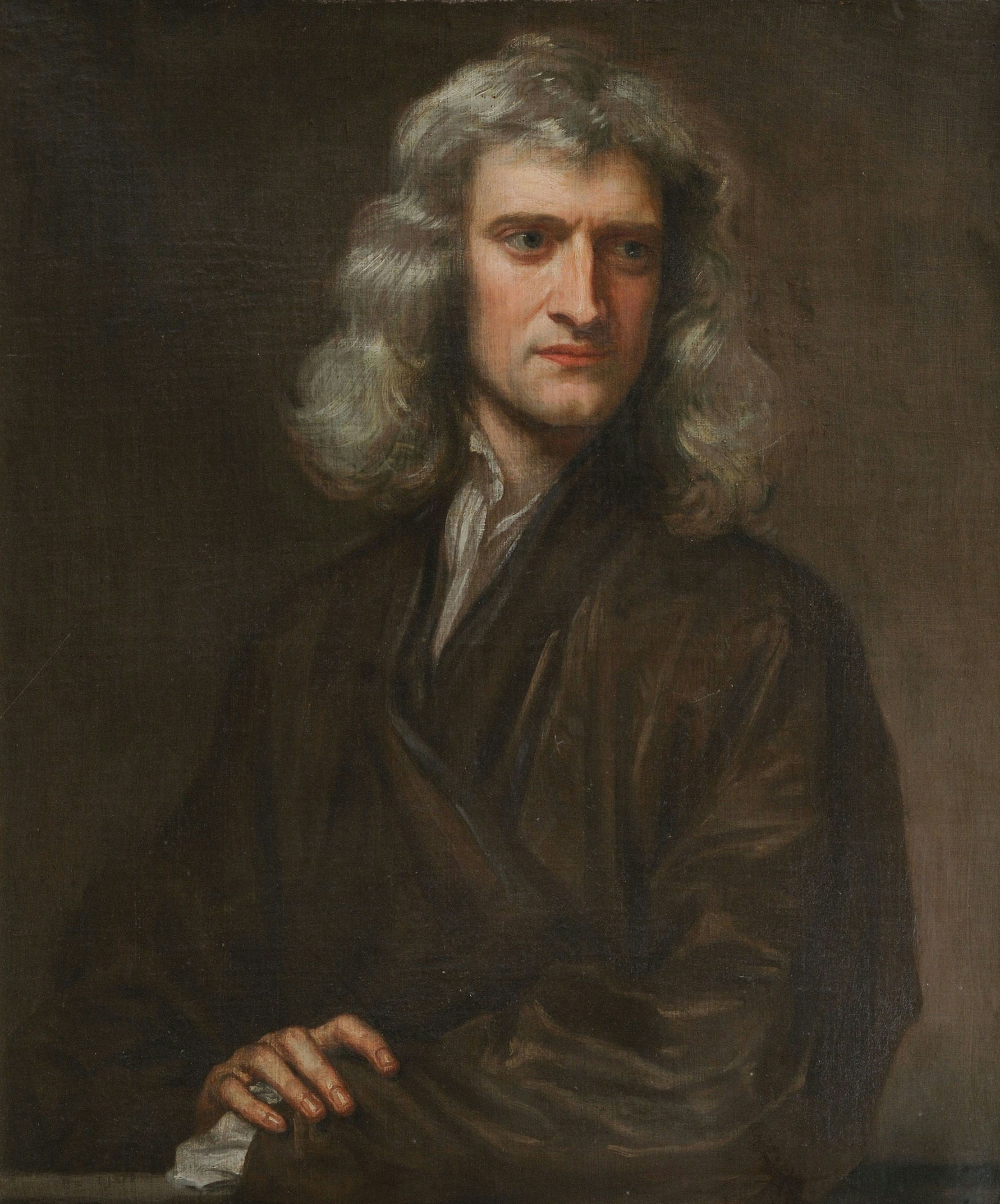
Isaac Newton viu a existência de um Criador necessária no movimento dos objetos astronômicos (pintura de Godfrey Kneller, 1689).

A existência de Deus é tema de debate na teologia, filosofia da religião e cultura popular. Em termos filosóficos, a questão envolve as disciplinas da epistemologia (a natureza e o âmbito do conhecimento) e da ontologia (estudo da natureza do ser ou da existência) e da teoria do valor (uma vez que algumas definições de Deus incluem "perfeição"). Argumentos ontológicos referem-se a qualquer argumento a favor da existência de Deus baseado em raciocínio a priori, sendo seus principais defensores Anselmo e René Descartes. Argumentos cosmológicos,usam conceitos em torno da origem do universo para defender a existência de Deus.
O argumento teleológico, também chamado de “argumento da criação”, usa a complexidade do universo como prova da existência de Deus. Críticos desta linha de pensamento dizem que o ajuste fino necessário para um universo estável com vida na Terra é ilusório, pois os humanos só são capazes de observar a pequena parte deste universo que conseguiu tornar possível tal observação,  chamado de princípio antrópico, e assim não aprenderiam sobre, por exemplo, vida em outros planetas que não ocorreram devido a diferentes leis da física. Os não-teístas argumentam que processos complexos que têm explicações naturais ainda a serem descobertas são referidos ao sobrenatural, fenômeno chamado de deus das lacunas. Outros teístas, como John Henry Newman, que acreditava que a evolução teísta era aceitável, também criticaram versões do argumento teleológico. 
O argumento da beleza afirma que este universo contém uma beleza especial e que não haveria nenhuma razão particular para isto em relação à neutralidade estética além de Deus. Este ponto de vista é contestado pela existência de feiúra no universo e também pelo argumento de que a beleza não tem realidade objetiva e, portanto, o universo poderia ser visto como feio.
O argumento da moralidade defende a existência de Deus dada a suposição da existência objetiva da moral. Embora proeminentes filósofos não-teístas, como o ateu J. L. Mackie, concordassem que o argumento é válido, eles discordavam das suas premissas. David Hume argumentou que não há base para acreditar em verdades morais objetivas, enquanto o biólogo E. O. Wilson teorizou que os sentimentos de moralidade são um subproduto da seleção natural nos humanos e não existiriam independentemente da mente.
O argumento da consciência, de forma semelhante ao argumento da moralidade, defende a existência de Deus dada a existência de uma consciência que informa sobre o certo e o errado, mesmo contra os códigos morais prevalecentes. O filósofo John Locke, em vez disso, argumentou que a consciência é uma construção social e, portanto, poderia levar a contradições morais.
O ateísmo é, num sentido amplo, a rejeição da crença na existência de divindades. O agnosticismo, por sua vez, é a visão de que os valores de verdade de certas afirmações - especialmente afirmações metafísicas e religiosas, como a existência de Deus, do divino ou do sobrenatural - são desconhecidos e talvez incognoscíveis. O teísmo geralmente sustenta que Deus existe objetiva e independentemente do pensamento humano e às vezes é usado para se referir a qualquer crença em Deus ou deuses.
Alguns vêem a existência de Deus como uma questão empírica. Richard Dawkins afirma que “um universo com um deus seria um tipo de universo completamente diferente de um universo sem um deus, e seria uma diferença científica”. Carl Sagan argumentou que a doutrina de um "criador do universo" era difícil de provar ou refutar e que a única descoberta científica concebível que poderia refutar a existência de um criador (não necessariamente um Deus) seria a descoberta de que o universo é infinitamente antigo. Alguns teólogos, como Alister McGrath, argumentam que a existência de Deus não é uma questão que possa ser respondida utilizando o método científico. 
O agnóstico Stephen Jay Gould argumentou que a ciência e a religião não estão em conflito e propôs uma abordagem que divide o mundo da filosofia no que chamou demagistérios não-interferentes, onde questões do sobrenatural, como aquelas relacionadas à existência e natureza de Deus, são consideradas não empíricas e são o domínio próprio da teologia. Os métodos da ciência deveriam então ser usados para responder a qualquer questão empírica sobre o mundo natural, enquanto a teologia deveria ser usada para responder a questões sobre o sobrenatural e o valor moral. Nesta visão, a aparente falta de qualquer pegada empírica do magistério do sobrenatural nos eventos naturais torna a ciência o único ator no mundo natural. Stephen Hawking e o co-autor Leonard Mlodinow afirmam em seu livro de 2010, The Grand Design, que é razoável perguntar quem ou o que criou o universo, mas se a resposta for Deus, então a questão seria meramente desviada para quem criou Deus. Ambos os autores afirmam, no entanto, que é possível responder a estas questões puramente dentro do domínio da ciência e sem invocar seres divinos.

### Unidade

Os trinitarianos acreditam que o Pai, o Filho e o Espírito Santo são três pessoas distintas que compartilham uma única natureza ou essência.

Uma divindade, ou "deus" (com d minúsculo), refere-se a um ser sobrenatural. O monoteísmo é a crença de que existe apenas uma divindade, referida como “Deus” (com d maiúsculo). Comparar ou igualar outras entidades a Deus é visto como idolatria no monoteísmo e muitas vezes é algo fortemente condenado. O judaísmo é uma das tradições monoteístas mais antigas do mundo. O conceito mais fundamental do islamismo é tawhid, que significa "unidade" ou "singularidade". O primeiro pilar do Islã é um juramento que constitui a base da religião e que os não-muçulmanos que desejam declarar que “não há divindade exceto Deus”. No cristianismo, a doutrina da Trindade descreve Deus como um só Deus em Pai, Filho (Jesus) e Espírito Santo.
Deus no hinduísmo é visto de forma diferente por diversas vertentes da religião, sendo que a maioria dos hindus têm fé em uma realidade suprema (Brahman) que pode ser manifestada em várias divindades diferentes. Assim, a religião é por vezes caracterizada como monoteísmo polimórfico. O henoteísmo é a crença e adoração de um único deus por vez, ao mesmo tempo que aceita a validade de adorar outras divindades. A monolatria é a crença em uma única divindade digna de adoração enquanto aceita a existência de outras divindades.

### Transcendência
A transcendência é o aspecto da natureza de Deus que é completamente independente do universo material e de suas leis físicas. Muitas supostas características de Deus são descritas em termos humanos. Anselmo pensava que Deus não sentia emoções como raiva ou amor, mas parecia fazê-lo através da nossa compreensão imperfeita. A incongruência de julgar o “ser” contra algo que poderia não existir, levou muitos filósofos medievais a se aproximarem do conhecimento de Deus por meio de atributos negativos, chamados de teologia negativa. Por exemplo, não se deve dizer que Deus é sábio, mas pode-se dizer que Deus não é ignorante (isto é, de alguma forma, Deus tem algumas propriedades de conhecimento). O teólogo cristão Alister McGrath escreve que é preciso entender um “deus pessoal” como uma analogia. “Dizer que Deus é como uma pessoa é afirmar a capacidade divina e a disposição de se relacionar com os outros. Isso não implica que Deus seja humano ou esteja localizado em um ponto específico do universo.”
O panteísmo afirma que Deus é o universo e o universo é Deus e nega que Deus transcenda o universo. Para o filósofo panteísta Baruch Spinoza, todo o universo natural é feito de uma substância, Deus, ou seu equivalente, a natureza. Às vezes, o panteísmo é contestado por não fornecer qualquer explicação significativa de Deus, sendo que o filósofo alemão Schopenhauer afirma que “o panteísmo é apenas um eufemismo para o ateísmo”. O pandeísmo sustenta que Deus era uma entidade separada, mas depois se tornou o universo. O panenteísmo afirma que Deus contém, mas não é idêntico ao universo.

### Criador

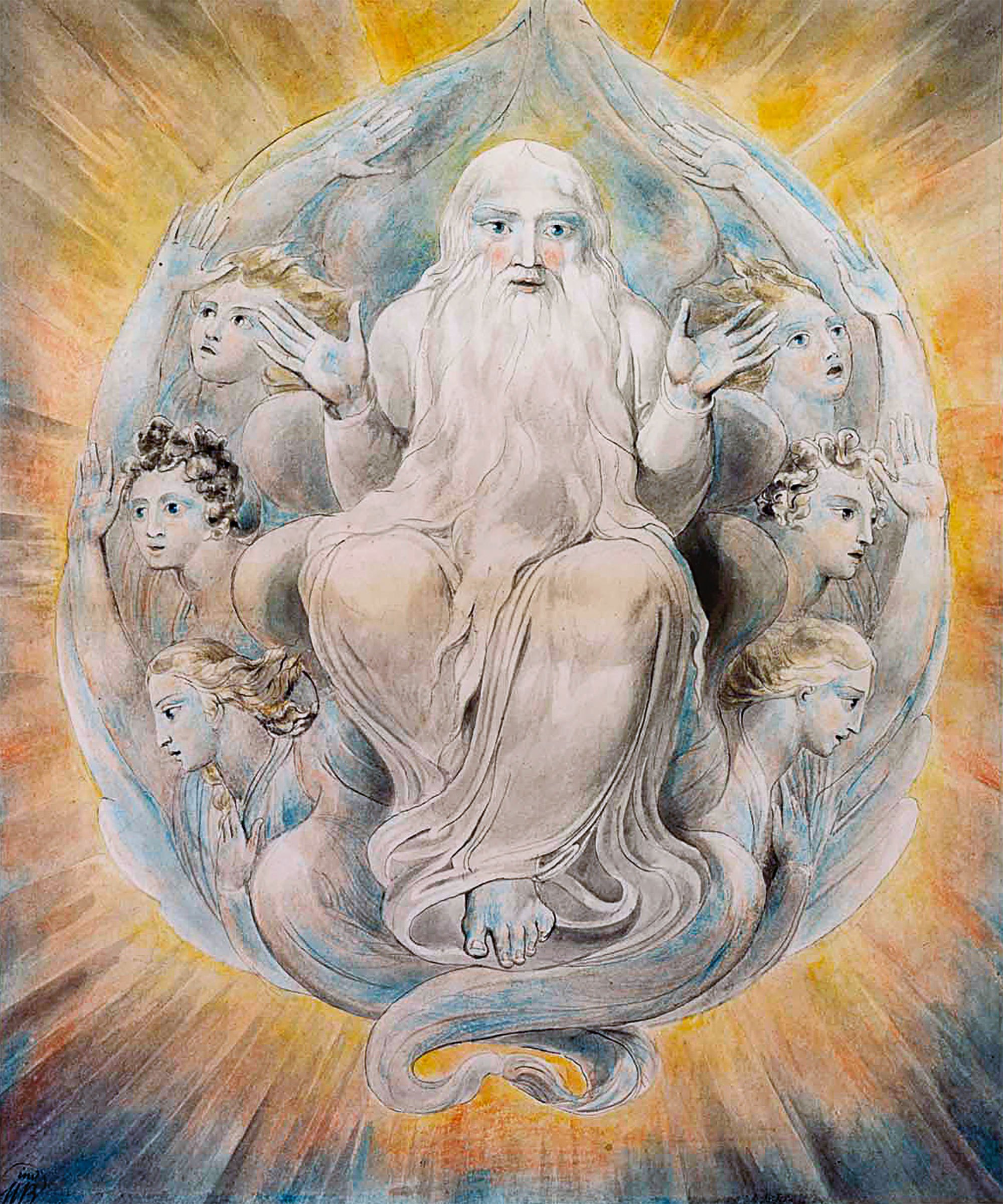
Deus abençoando o sétimo dia, pintura em aquarela de 1805 de William Blake

Deus é frequentemente visto como a causa de tudo o que existe. Para os pitagóricos, Mônada referia-se de várias maneiras à divindade. Platão e Plotino referem-se ao “Um”, que é o primeiro princípio da realidade que está “além” do ser e é ao mesmo tempo a fonte do universo e o propósito teleológico de todas as coisas. Aristóteles teorizou uma primeira causa não causada para todo o movimento no universo e a via como perfeitamente bela, imaterial, imutável e indivisível. Asseidade é a propriedade de não depender de nenhuma causa além de si mesmo para sua existência. Avicena argumentava que deve haver um "existente necessário" – uma entidade que não pode “não” existir – e que os humanos identificam isto como sendo Deus. A causalidade secundária refere-se a Deus criando as leis do universo que então podem mudar a si mesmas dentro da estrutura destas leis. Além da criação inicial, o ocasionalismo refere-se à ideia de que o universo não continuaria, por padrão, a existir de um instante para o outro e, portanto, precisaria contar com Deus como seu sustentador. Embora a providência divina se refira a qualquer intervenção de Deus, geralmente é usada para se referir à "providência especial", ou seja, quando há uma intervenção extraordinária de Deus, como no caso de milagres.

### Benevolência
O deísmo sustenta que Deus existe, mas não intervém no mundo além do que foi necessário para criá-lo, como responder orações ou produzir milagres. Os deístas às vezes atribuem isso ao fato de Deus não ter interesse ou não estar ciente da humanidade. Os pandeístas defendem que Deus não intervém porque Deus é o próprio universo.
Dos teístas que afirmam que Deus tem interesse na humanidade, a maioria afirma que Deus é onipotente, onisciente e benevolente. Esta crença levanta questões sobre a responsabilidade de Deus pelo mal e pelo sofrimento no mundo. O disteísmo, que está relacionado à teodiceia, é uma forma de teísmo que sustenta que Deus não é totalmente bom ou é totalmente malévolo como consequência do problema do mal.

### Onisciência e onipotência
A onisciência é outro atributo muitas vezes atribuído a Deus. Isto implica que Deus sabe como os agentes livres escolherão agir. Se Deus sabe disso, ou o seu livre arbítrio pode ser ilusório ou a presciência não implica predestinação, e se Deus não sabe disso, Deus pode não ser onisciente. O teísmo aberto limita a onisciência de Deus ao argumentar que, devido à natureza do tempo, a onisciência de Deus não significa que a divindade pode prever o futuro, enquanto a teologia do processo sustenta que Deus não tem imutabilidade, portanto é afetado por sua criação.
A onipotência (todo-poderoso) é um atributo frequentemente atribuído a Deus. O paradoxo da onipotência é mais frequentemente enquadrado no exemplo "Será que Deus poderia criar uma pedra tão pesada que nem ele pudesse levantá-la?" pois Deus poderia ser incapaz de criar aquela pedra ou levantá-la e, portanto, não poderia ser onipotente. Isto é frequentemente contestado com variações do argumento de que a onipotência, como qualquer outro atributo atribuído a Deus, só se aplica na medida em que é nobre o suficiente para condizer com Deus e, portanto, Deus não pode mentir ou fazer o que é contraditório, pois isso implicaria se opor.

### Outros conceitos
Teólogos do personalismo teísta (a visão defendida por René Descartes, Isaac Newton, Alvin Plantinga, Richard Swinburne, William Lane Craig e a maioria dos evangélicos modernos) argumentam que Deus é geralmente a base de todo o ser, imanente e transcendente em toda a realidade, sendo a imanência e a transcendência os contrapletos da personalidade.
Deus também foi concebido como sendo incorpóreo (imaterial), um ser pessoal, a fonte de todas as obrigações morais e o "maior existente concebível". Estes atributos foram todos apoiados em vários graus pelos primeiros filósofos teólogos judeus, cristãos e muçulmanos, como Maimônides, Agostinho de Hipona e Al-Ghazali, respectivamente.

## Visões não-teístas

### Tradições religiosas
O jainismo geralmente rejeita o criacionismo, sustentando que as substâncias da alma (Jīva) são incriadas e que o tempo não tem começo.
Algumas interpretações e tradições do budismo podem ser concebidas como não-teístas. O budismo geralmente rejeita a visão monoteísta específica de um Deus Criador. O próprio Buda critica a teoria do criacionismo nos primeiros textos budistas. Além disso, grandes filósofos budistas indianos, como Nagarjuna, Vasubandhu, Dharmakirti e Buddhaghosa, criticaram consistentemente as visões do Deus Criador apresentadas por pensadores hindus. No entanto, como uma religião não-teísta, o budismo deixa ambígua a existência de uma divindade suprema. Há um número significativo de budistas que acreditam em Deus e há um número igualmente grande de que negam a existência de Deus ou não têm certeza sobre o assunto.
Religiões taoicas como o confucionismo e o taoísmo silenciam sobre a existência de deuses criadores. No entanto, mantendo a tradição de veneração dos ancestrais na China, seus adeptos adoram os espíritos de pessoas como Confúcio e Lao Tzu de maneira semelhante a Deus.

### Antropologia
Alguns ateus argumentam que um Deus único e onisciente, que se imagina ter criado o universo e que está particularmente atento à vida dos humanos, foi imaginado e embelezado ao longo de gerações.
Pascal Boyer argumenta que embora exista uma grande variedade de conceitos sobrenaturais encontrados em todo o mundo, em geral, os seres sobrenaturais tendem a se comportar como pessoas. A construção de deuses e espíritos como pessoas é um dos traços mais conhecidos da religião. Ele cita exemplos da mitologia grega, que, em sua opinião, se parece mais com uma novela moderna do que com outros sistemas religiosos.
O autor franco-estadunidense Bertrand du Castel e Timothy Jurgensen demonstram através da formalização que o modelo explicativo de Boyer corresponde à epistemologia da física ao postular entidades não diretamente observáveis como intermediários.
O antropólogo Stewart Guthrie afirma que as pessoas projetam características humanas em aspectos não humanos do mundo porque isto torna estes aspectos mais familiares. Sigmund Freud também sugeriu que os conceitos de Deus são projeções do paternas.
Da mesma forma, Émile Durkheim foi um dos primeiros a sugerir que os deuses representam uma extensão da vida social humana para incluir seres sobrenaturais. Em linha com este raciocínio, o psicólogo Matt Rossano afirma que quando os humanos começaram a viver em grupos maiores, podem ter criado deuses como forma de impor a moralidade. Em pequenos grupos, a moralidade pode ser imposta por forças sociais, como fofocas ou reputação. No entanto, é muito mais difícil impor a moralidade utilizando forças sociais em grupos muito maiores. Rossano indica que, ao incluir deuses e espíritos sempre vigilantes, os humanos descobriram uma estratégia eficaz para conter o egoísmo e construir grupos mais cooperativos.

### Neurociência e psicologia
O auto estadunidense Sam Harris interpretou algumas descobertas da neurociência para argumentar que Deus é apenas uma entidade imaginária, sem base na realidade.
Pesquisadores da Universidade Johns Hopkins que estudam os efeitos da “molécula espiritual” DMT, que é tanto uma molécula endógena no cérebro humano quanto a molécula ativa na ayahuasca psicodélica, descobriram que uma grande maioria dos entrevistados disse que o DMT os colocou em contato com uma “entidade consciente, inteligente, benevolente e sagrada", e descreve interações que exalavam alegria, confiança, amor e bondade. Mais da metade daqueles que anteriormente se identificaram como ateus descreveram algum tipo de crença em um poder superior ou em Deus após a experiência.
Cerca de um quarto das pessoas que sofrem de convulsões no lobo temporal experimentam o que é descrito como uma "experiência religiosa" e podem ficar preocupadas com pensamentos de Deus, mesmo que não fossem assim antes. O neurocientista V. S. Ramachandran levanta a hipótese de que convulsões no lobo temporal, que está intimamente ligado ao centro emocional do cérebro, o sistema límbico, podem levar as pessoas afetadas a ver até mesmo objetos banais com significado elevado.
Psicólogos que estudam sentimentos de admiração descobriram que os participantes que sentem admiração depois de assistir a cenas de maravilhas naturais tornam-se mais propensos a acreditar em um ser sobrenatural e a ver os eventos como o resultado de um projeto, mesmo quando recebem números gerados aleatoriamente.

## Relacionamento com a humanidade

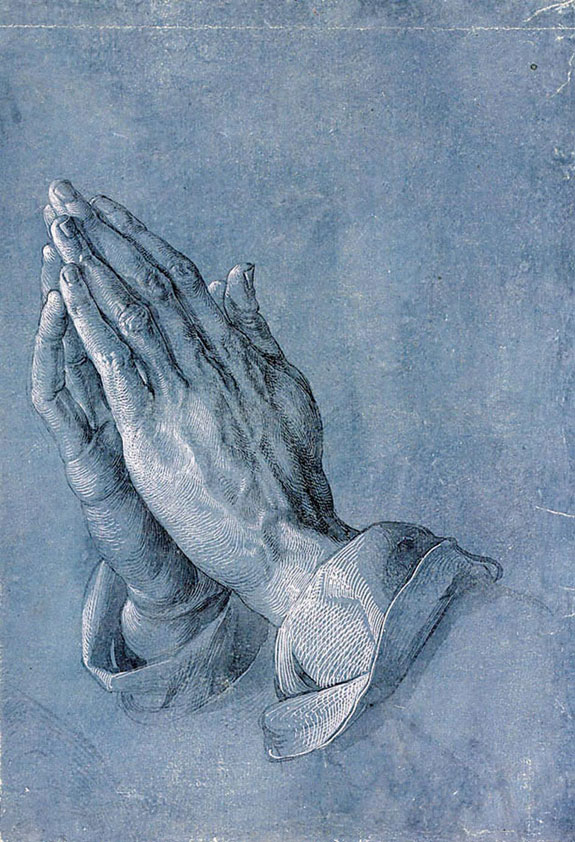
Mãos que Oram, de Albrecht Dürer

### Adoração
As tradições religiosas teístas muitas vezes exigem a adoração a Deus e às vezes sustentam que o propósito da existência é adorar a Deus. Para abordar a questão de um ser todo-poderoso que exige ser adorado, afirma-se que Deus não precisa nem se beneficia da adoração, mas que a adoração é para o benefício do adorador. Gandhi expressou a opinião de que Deus não precisa de sua súplica e que "a oração não é um pedido. É um anseio da alma. É uma admissão diária da própria fraqueza". Invocar Deus em oração desempenha um papel significativo entre muitos crentes. Dependendo da tradição, Deus pode ser visto como uma entidade pessoal que só deve ser invocada diretamente, enquanto outras tradições permitem orar a intermediários, como santos, para interceder em nome de Deus. A oração muitas vezes também inclui súplicas, como pedir perdão. Muitas vezes acredita-se que Deus perdoa. Por exemplo, um hádice islâmico afirma que Deus substituiria uma pessoa sem pecado por alguém que pecasse, mas que se arrependesse. O sacrifício por causa de Deus é outro ato de devoção que inclui jejum e esmola. A lembrança de Deus no dia a dia inclui a menção de interjeições de agradecimento ou frases de adoração, como repetir cânticos durante a realização de outras atividades.

### Salvação
As tradições religiosas transteístas podem acreditar na existência de divindades, mas negam-lhes qualquer significado espiritual. O termo tem sido usado para descrever certas vertentes do budismo, jainismo e estoicismo.
Entre as religiões que associam a espiritualidade ao relacionamento com Deus, há discordância sobre a melhor forma de adoração e qual é o plano de Deus para a humanidade. Existem diferentes abordagens para reconciliar as reivindicações contraditórias das religiões monoteístas. Uma opinião é adotada pelos exclusivistas, que acreditam ser o "povo escolhido" ou ter acesso exclusivo à "verdade absoluta", geralmente por meio de revelação ou encontro com o divino, o que os adeptos de outras religiões não teriam. Outra visão é o pluralismo religioso, vertente que normalmente acredita que a sua religião é a correta, mas não nega a verdade parcial de outras religiões. A visão de que todos os teístas realmente adoram o mesmo deus, quer o conheçam ou não, é especialmente enfatizada na fé Bahá'í, no hinduísmo e no siquismo. A Fé Bahá'í prega que as manifestações divinas incluem grandes profetas e professores de muitas das principais tradições religiosas, como Krishna, Buda, Jesus, Zoroastro, Maomé e Bahá'ú'lláh, além de também pregar a unidade de todas as religiões e se concentrar nestas múltiplas epifanias como necessárias para satisfazer as necessidades da humanidade em diferentes momentos da história e para diferentes culturas, e como parte de um esquema de revelação progressiva e educação da humanidade. Um exemplo de visão pluralista no cristianismo é o supersessionismo, ou seja, a crença de que a religião de alguém é o cumprimento de religiões anteriores. Uma terceira abordagem é o inclusivismo relativista, onde todos são vistos como igualmente certos; um exemplo é o universalismo: a doutrina de que a salvação está disponível para todos. Uma quarta abordagem é o sincretismo, que mistura diferentes elementos de diferentes religiões.

## Epistemologia

### Fé
O fideísmo é a posição de que em certos tópicos, notadamente na teologia, como na epistemologia reformada, a fé é superior à razão para chegar às verdades. Alguns teístas argumentam que há valor no risco de ter fé e que se os argumentos para a existência de Deus fossem tão racionais como as leis da física, então não haveria risco. Tais teístas muitas vezes argumentam que o coração é atraído pela beleza, verdade e bondade e, portanto, seria melhor para ditar sobre Deus, como ilustrado por Blaise Pascal, que disse: “O coração tem razões que a razão desconhece”. Um hádice islâmico atribui uma citação a Deus como “Eu sou o que meu escravo pensa de mim”. A intuição inerente sobre Deus é referida no islamismo como fitra, ou “natureza inata”. Na tradição confucionista, Confúcio e Mêncio promoveram que a única justificativa para a conduta correta, chamada de "Caminho", é o que é ditado pelo "Céu", um poder superior mais ou menos antropomórfico, e é implantada nos humanos e, portanto, há apenas um fundamento universal para o Caminho.

### Revelação
A revelação refere-se a alguma forma de mensagem comunicada por Deus. Geralmente se propõe que isto ocorra através do uso de profetas ou anjos. Almaturidi defendia a necessidade de revelação porque embora os humanos sejam intelectualmente capazes de perceber Deus, o desejo humano pode desviar o intelecto e porque certos tipos de conhecimentos não podem ser conhecido exceto quando dado especialmente aos profetas, como as especificações dos atos de adoração. Argumenta-se que há também aquilo que se sobrepõe entre o que é revelado e o que pode ser derivado. De acordo com o islamismo, uma das primeiras revelações a ser revelada foi: “Se você não sente vergonha, então faça o que quiser”. O termo revelação geral é usado para se referir ao conhecimento revelado sobre Deus fora da revelação direta ou especial, como nas escrituras. Notavelmente, isto inclui o estudo da natureza, às vezes vista como o Livro da Natureza. Uma expressão em árabe afirma: "O Alcorão é um universo que fala. O universo é um Alcorão silencioso".

### Razão
Em questões de teologia, alguns como Richard Swinburne, assumem uma posição evidencialista, onde uma crença só é justificada se tiver uma razão por trás dela, em vez de mantê-la como uma crença fundacional. A teologia tradicionalista islâmica sustenta que não se deve opinar além da revelação para compreender a natureza de Deus e desaprovar racionalizações como a teologia especulativa. A físico-teologia fornece argumentos para temas teológicos baseados na razão.

## Características específicas

### Nomes

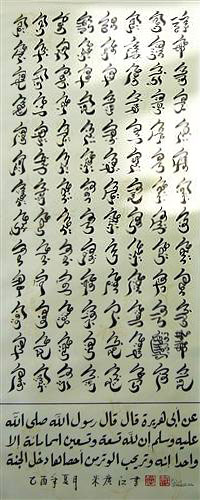
99 nomes de Alá, em chinês sini

Na tradição judaico-cristã, “a Bíblia tem sido a principal fonte das concepções de Deus”. O fato de a Bíblia "incluir muitas imagens, conceitos e maneiras diferentes de pensar sobre" Deus resultou em perpétuas "discordâncias sobre como Deus deve ser concebido e compreendido". Ao longo das Bíblias hebraica e cristã há nomes para Deus, que revelou seu nome pessoal como YHWH (muitas vezes vocalizado como Yahweh ou Jeová). Um deles é Elohim. Outro é El Shaddai, traduzido como "Deus Todo-Poderoso". Um terceiro título notável é El Elyon, que significa "O Deus Supremo". Também mencionado nas Bíblias hebraica e cristã está o nome “Eu Sou o que Sou”.
No islamismo, Deus é descrito e referido no Alcorão e no hádice por certos nomes ou atributos, sendo os mais comuns Al-Rahman, que significa "Mais Compassivo" e Al-Rahim, que significa "Mais Misericordioso".

### Gênero
O gênero de Deus pode ser visto como um aspecto literal ou alegórico de uma divindade que, na filosofia ocidental clássica, transcende a forma corporal. As religiões politeístas comumente atribuem um gênero a cada um dos deuses, permitindo que cada um interaja sexualmente com qualquer um dos outros, e talvez até com humanos. Na maioria das religiões monoteístas, Deus não tem contraparte com quem se relaciona sexualmente. Assim, na filosofia ocidental clássica, o gênero desta divindade única é muito provavelmente uma declaração analógica de como os humanos e Deus se dirigem e se relacionam entre si. Ou seja, Deus é visto como criador do mundo e da revelação, o que corresponde ao papel ativo (em oposição ao receptivo) nas relações sexuais.
As fontes bíblicas geralmente se referem a Deus usando palavras e simbolismos masculinos ou paternos, exceto em Genesis :1:26–27–KJV, Salmos :123:2–3–KJV e Lucas :15:8–10–KJV (feminino); Oseias :11:3–4–KJV, Deuteronômio :32:18–KJV, Isaías :66:13–KJV, Isaías :49:15–KJV, Isaías :42:14–KJV, Salmos :131:2–KJV (uma mãe); Deuteronômio :32:11–12–KJV (uma mãe águia); e Mateus :23:37–KJV e Lucas :13:34–KJV (uma mãe galinha).
No siquismo, Deus é "Ajuni" (Sem Encarnações), o que significa que Deus não está vinculado a nenhuma forma física. Isto conclui que o Senhor Todo-Poderoso não tem gênero. No entanto, o Guru Granth Sahib refere-se constantemente a Deus como 'Ele' e 'Pai' (com algumas exceções), normalmente porque o Guru Granth Sahib foi escrito em línguas indo-arianas do norte da Índia (mistura de panjabi e Sant Bhasha, sânscrito com influências do persa) que não têm gênero neutro. A partir de interpretações sobre a filosofia siquista, pode-se deduzir que Deus é, às vezes, referido como o "Marido das Noivas-Almas", a fim de fazer uma sociedade patriarcal compreender como é o relacionamento com Deus. Além disso, Deus é considerado "Pai, Mãe e Companheiro".

### Representação

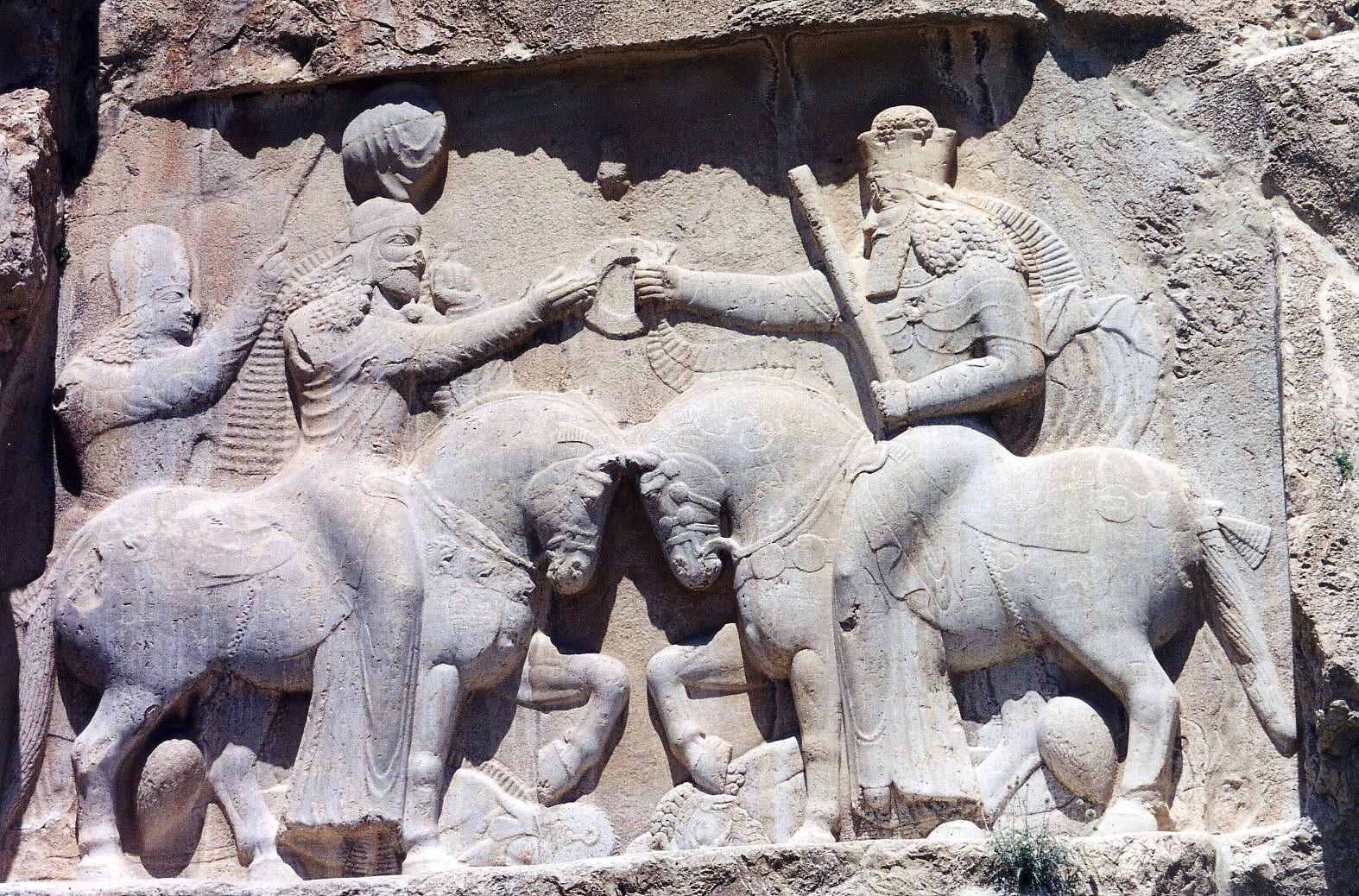
Ahura Mazda (a representação está à direita, com coroa alta) presenteia Artaxes I (à esquerda) com o anel da realeza. (Relevo em Naqsh-e Rustam, século III d.C.)

No zoroastrismo, durante o início do Império Parta, Aúra Masda era representado visualmente para que pudesse ser adorado. Esta prática terminou durante o início do Império Sassânida. A iconoclastia zoroastrista, que pode ser rastreada até o final do período parta e o início do sassânida, acabou por pôr fim ao uso de todas as imagens de Aúra Masda. No entanto, a divindade continuou a ser simbolizada por uma figura masculina, em pé ou a cavalo, vestido com armadura sassânida.
As divindades das culturas do Oriente Próximo são frequentemente consideradas entidades antropomórficas que possuem um corpo semelhante ao humano que, no entanto, não é igual a um corpo humano. Tais corpos eram frequentemente considerados radiantes ou ígneos, de tamanho sobre-humano ou de extrema beleza. A antiga divindade dos israelitas (Yahweh) também era imaginada como uma divindade transcendente, mas ainda assim antropomórfica. Os humanos não podiam vê-lo, por causa de sua impureza em contraste com a santidade de Yahweh, mas ele era descrito como se irradiasse fogo e luz que poderia matar um humano que olhasse diretamente para ele. Além disso, pessoas mais religiosas ou espirituais tendem a ter menos representações antropomórficas de Deus.
A cosmogonia gnóstica muitas vezes retrata o deus criador do Antigo Testamento como uma divindade menor e maligna ou Demiurgo, enquanto o deus benevolente superior ou Mônada é pensado como algo além da compreensão, tendo luz imensurável, não no tempo ou entre as coisas que existem, mas sim maior do que eles em certo sentido. Diz-se que todas as pessoas têm dentro de si um pedaço de Deus ou uma centelha divina que caiu do mundo imaterial para o mundo material corrupto e está presa a menos que a gnose seja alcançada.

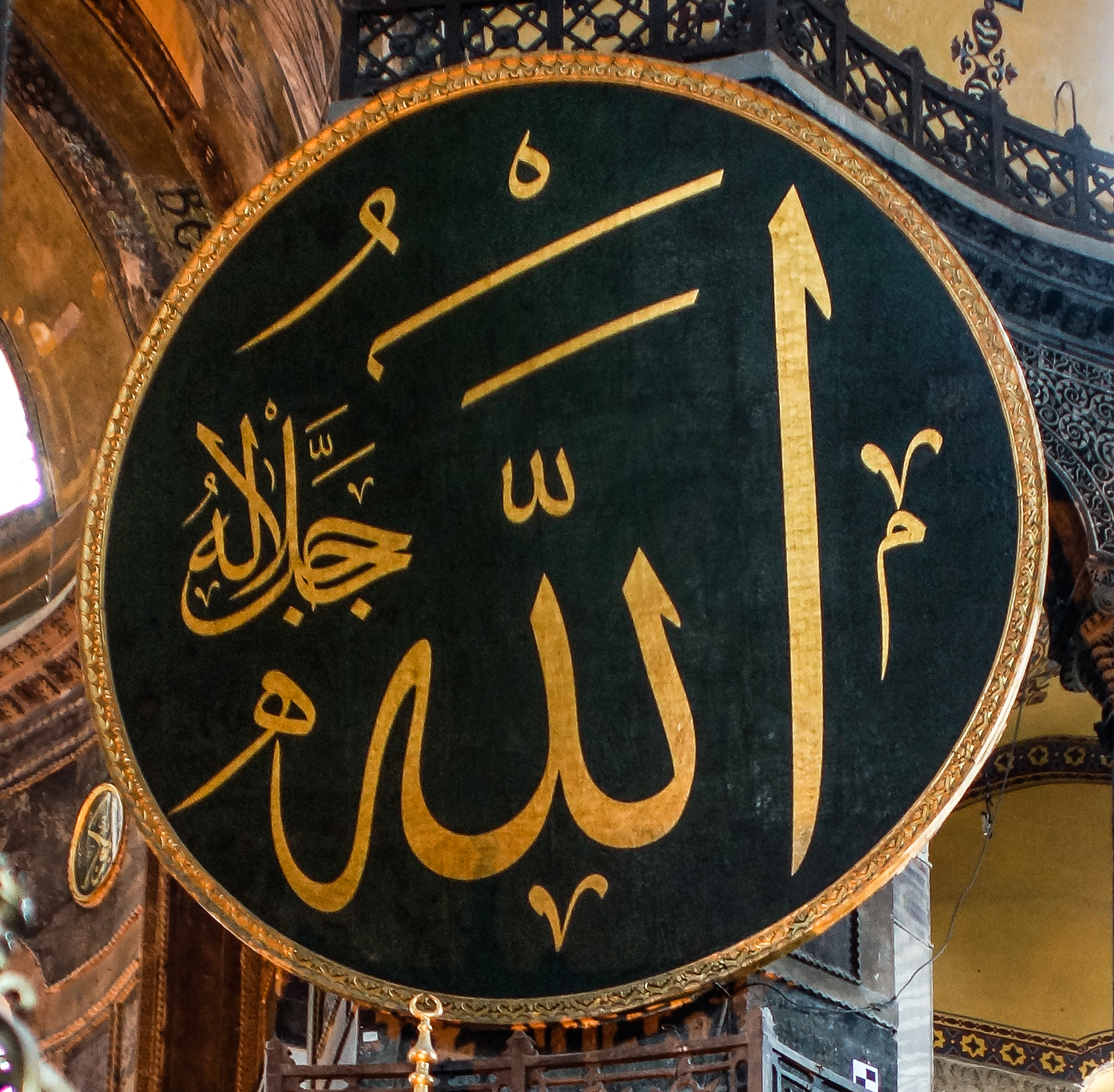
A escrita árabe de "Alá" na Hagia Sophia, em Istambul

No islamismo, os muçulmanos acreditam que Deus (Alá) está além de toda compreensão e não se parece de forma alguma com nenhuma de suas criações. Os muçulmanos tendem a usar menos antropomorfismo entre os monoteístas. Não são iconódulos e possuem caligrafia religiosa de títulos de Deus em vez de imagens.

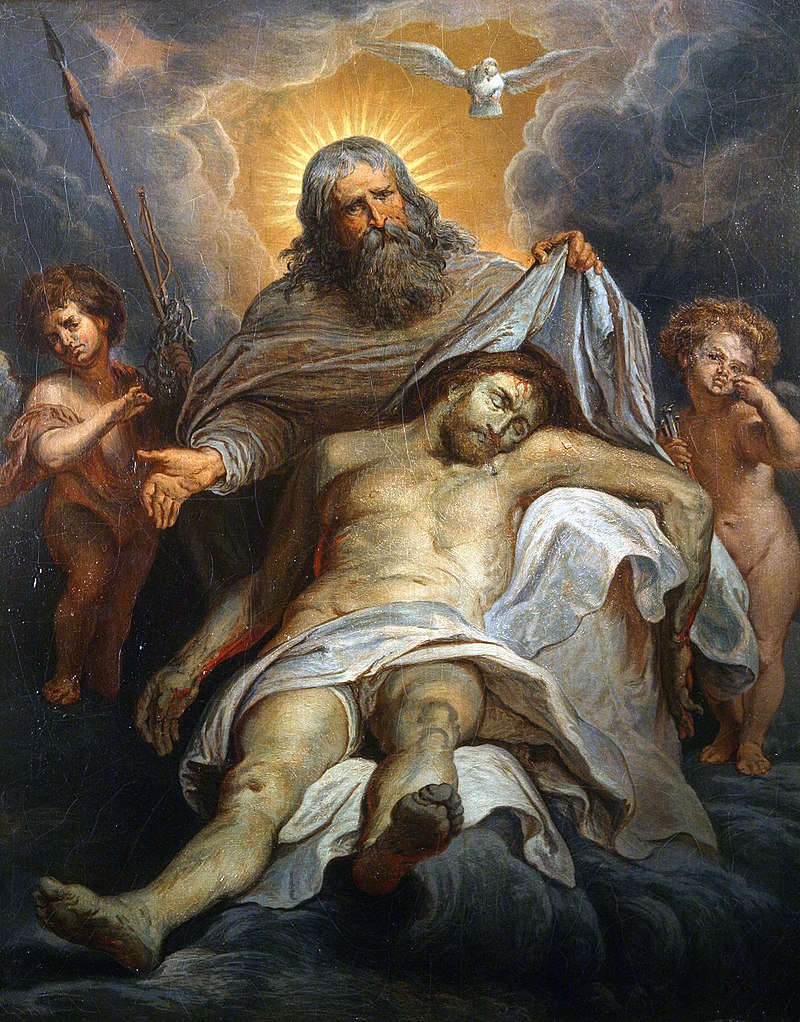
La Sainte Trinite, pintura de Gustave Doré (1866). Deus, o Pai apresenta o corpo de Cristo, seu Divino Filho, com o Espírito Santo visível como uma pomba no topo da imagem.

Os primeiros cristãos acreditavam que as palavras do Evangelho de João 1:18: "Ninguém jamais viu a Deus" e inúmeras outras declarações deveriam ser aplicadas não apenas a Deus, mas a todas as tentativas de representação dele. No entanto, representações posteriores são encontradas. Algumas, como a Mão de Deus, são representações emprestadas da arte judaica. Antes do século X, nenhuma tentativa foi feita de usar um ser humano para simbolizar Deus, o Pai, na arte ocidental. No entanto, surgiu a necessidade de ilustrar de alguma forma a presença do Pai, de modo que, através de representações sucessivas, um conjunto de estilos artísticos usando um homem para simbolizar o Pai emergiu gradualmente por volta do século X. Uma justificativa para o uso de um ser humano é a crença de que Deus criou a alma do homem à sua própria imagem (permitindo assim que os humanos transcendessem os outros animais). Parece que quando os primeiros artistas planejaram representar Deus, o Pai, o medo e o espanto os impediram de usar a figura humana como um todo. Normalmente, apenas uma pequena parte seria usada como imagem, geralmente a mão, ou às vezes o rosto, mas raramente um ser humano inteiro. Em muitas imagens, a figura do Filho suplanta a do Pai, de modo que uma porção menor da pessoa do Pai é retratada. No século XII, representações de Deus, o Pai, começaram a aparecer em manuscritos iluminados franceses, que, sendo uma forma menos pública, muitas vezes podiam ser mais aventureiros em sua iconografia, e em vitrais de igrejas na Inglaterra. Inicialmente, a cabeça ou o busto eram geralmente mostrados em alguma forma de moldura de nuvens no topo do espaço da pintura, onde a Mão de Deus havia aparecido anteriormente; o Batismo de Cristo na famosa pia batismal de Rainer de Huy em Liège é um exemplo de 1118 (uma Mão de Deus é usada em outra cena). Gradualmente, a quantidade de símbolos humanos mostrados pode aumentar para uma figura de meio corpo, depois para uma figura de corpo inteiro, geralmente entronizada, como no afresco de Giotto de c. 1305 em Pádua. No século XIV, a Bíblia de Nápoles trazia uma representação de Deus, o Pai, na sarça ardente. No início do século XV, as Très Riches Heures du Duc de Berry tinham um número considerável de símbolos, incluindo uma figura de corpo inteiro idosa, mas alta e elegante, caminhando no Jardim do Éden, que mostram uma diversidade considerável de idades e vestimentas aparentes. As "Portas do Paraíso" do Batistério de Florença, de Lorenzo Ghiberti, iniciadas em 1425, usam um símbolo semelhante. O Livro de Horas de Rohan, criado por volta de 1430, também incluía representações de Deus, o Pai, em forma humana de meio corpo, que agora estavam se tornando padrão, e a Mão de Deus se tornando mais rara. No mesmo período, outras obras, como o grande retábulo do Gênesis, do pintor de Hamburgo Meister Bertram, continuaram a usar a antiga representação de Cristo como Logos nas cenas do Gênesis. No século XV, houve uma breve moda de representar todas os três elementos da Trindade como figuras semelhantes ou idênticas com a aparência habitual de Cristo. Numa Pietà Trinitária, Deus, o Pai, é muitas vezes simbolizado usando um homem usando uma vestimenta e uma coroa papal, sustentando o Cristo morto em seus braços. Em 1667, o 43º capítulo do Grande Concílio de Moscou incluiu especificamente a proibição de uma série de representações simbólicas de Deus, o Pai, e do Espírito Santo, o que também resultou na colocação de uma série de outros ícones na lista de proibidos, afetando principalmente representações de estilo ocidental que vinham ganhando espaço nos ícones ortodoxos.